# Pico Origone
Der Pico Origone (spanisch für Ursprungsgipfel) ist ein isolierter Berg im Süden des Palmerlands auf der Antarktischen Halbinsel. Er ragt südöstlich des Lang-Nunataks auf.
Argentinische Wissenschaftler benannten ihn.